# Мерон
Гора Мерон (Мирон, ивр. הר מירון‎, хар Мерон; араб. جبل الجرمق‎, Jabal Al-Jarmaq) — самая высокая гора в Галилее (Израиль).
Является частью горного массива Мерон. Её высота 1208 м над уровнем моря. С неё хорошо видно город Цфат. Большую часть горы занимает природный заповедник.
Гора Мерон — одна из самых дождливых частей страны. Зимой там иногда выпадает снег, что для Израиля редкость.

## Святые места
На горе есть святые места для евреев и для друзов. Среди них есть могила раби Шимона Бар Йохая и его сына раби Элизера, а также могила пророка Савлана. Во время паломничества в 2021 году на горе произошла давка.

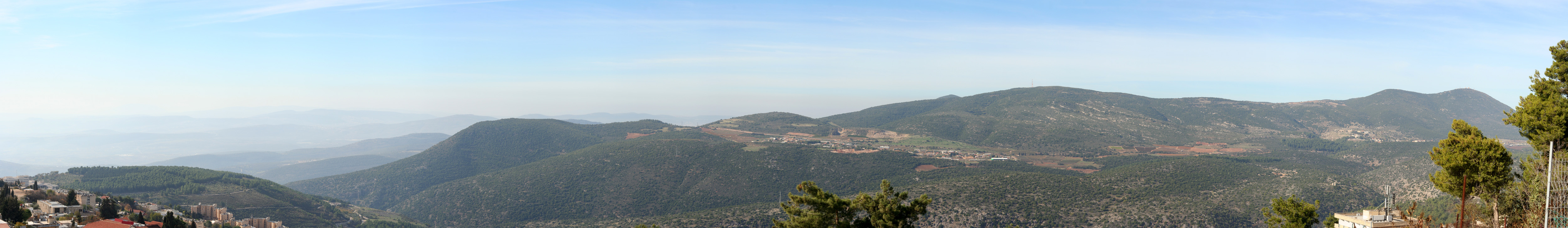
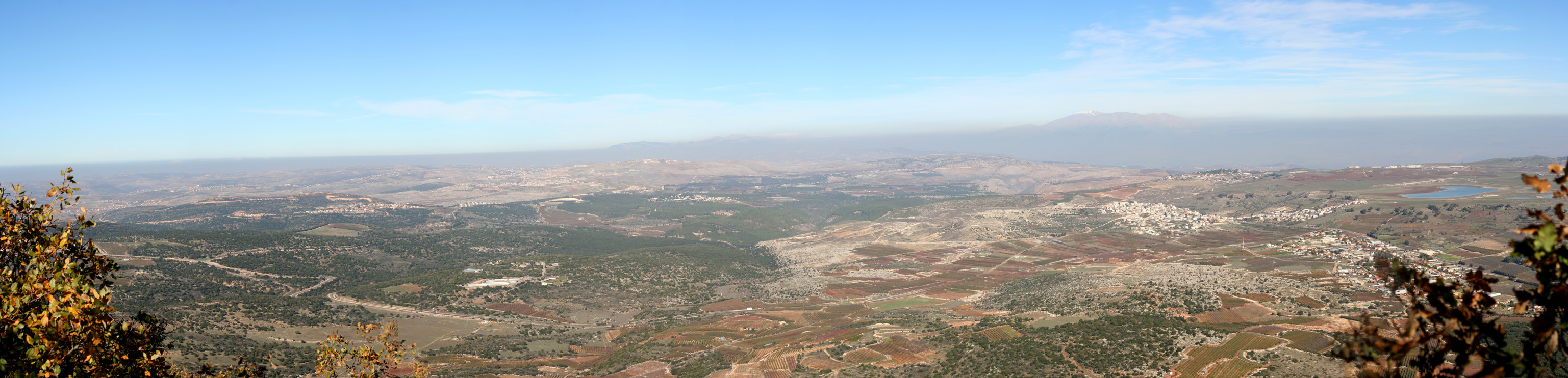